# NGC 5604
NGC 5604 is een spiraalvormig sterrenstelsel in het sterrenbeeld Maagd. Het hemelobject werd op 15 april 1787 ontdekt door de Duits-Britse astronoom William Herschel.

## Synoniemen
- MCG 0-37-3
- ZWG 19.16
- IRAS 14221-0259
- PGC 51471